# Cabina aspiratoner
La cabina aspiratoner è un macchinario professionale impiegato nel processo di rigenerazione di una cartuccia per stampante laser (toner), composto di un piano di lavoro e di una cabina aspiranti permette all'operatore di non inalare le polveri liberate nell'aria all'atto del disassemblaggio o della ricarica.
Tale macchinario è da considerarsi presidio a tutela della salute del lavoratore, esposto ai rischi derivanti dalla vicinanza con pulviscolo di toner. Questa sostanza chimica, le cui particelle hanno dimensioni nell'ordine degli 0,2-0,3 micron, deve necessariamente essere captata e fermata attraverso l'utilizzo di speciali filtri.
La filtrazione avviene normalmente in due stadi:
1. filtrazione a superficie: deve fermare la maggior quantità possibile di particolato. Il filtro viene sottoposto a rigenerazione meccanica con una scarica di aria compressa emessa ad intervalli regolari per staccare la polvere dal filtro.
2. filtrazione ad accumulo: deve fermare quelle particelle che hanno superato il primo stadio, per abbattere quasi totalmente le emissioni, comunque fino al livello previsto dalla legge. I filtri utilizzati nel secondo stadio hanno classe filtrazione HEPA (filtri assoluti).

Alcuni modelli più avanzati di questa tecnologia filtrante prevedono anche un terzo stadio filtrante in grado di trattenere i cosiddetti COV (Composti Organici Volatili).